# Ascosphaera apis
Espèce
Ascosphaera apis est une espèce de champignons ascomycètes de la famille des Ascosphaeraceae, responsable de l'ascosphérose, une mycose du couvain chez Apis mellifera, connue aussi sous le nom de couvain plâtré.
Ascosphaera apis, de même que son proche cousin Ascosphaera aggregata, sont très résistants aux très basses températures (-80 °C)

## Synonyme
Basionyme : 
- Pericystis apis Maasen ex Claussen 1921[2]